# Лізетт Йонкман
Лізетт Йонкман (нід. Lisette Jonkman; 16 липня 1988, Гарлем) — нідерландська письменниця та журналістка, колумністка низки видань, у тому числі, жіночого журналу Viva. Лауреат премії Гарленда 2015 року. Починала писати у жанрі фантастики жахів, пізніше перейшла до жанру чик-літ.

## Біографія
Лізетт Йонкман народилася 16 липня 1988 року у Гарлемі, провінція Північна Голландія, виросла у Еймейдені. Ще в дитинстві, прочитавши книги Роберта Л. Стайна та Пауля ван Лона, Лізетт захопилася письменництвом. Підбадьорена своїм шкільним вчителем Хансом Пулленсом, дівчинка написала серію страшних історій під назвою Het is groot en het is heel erg eng (укр. Це велике і дуже страшне). Пулленс і надалі підтримував у Лізетт жагу до письменництва, за що доросла Йонкман присвятила йому свою першу книгу Glazuur. На презентації книги Пулленс урочисто передав молодій письменниці зошит із її найпершим оповіданням, яке вона написала ще у початковій школі та подарувала своєму вчителеві, і яке той зберігав 14 років. У середній школі Лізетт продовжувала літературні вправи. Вона почала читати менше трилерів і більше романтичних книжок у жанрі чік-літ. Прочитавши «Щоденник Бриджіт Джонс», вона завела власний щоденник і невдовзі у своїх творах перейшла до романтичного жанру.
Коли Лізетт було 13 років, її батьки розлучилися і дівчинка переїхала з матір'ю з Ейсмейдена до Гронінгена. Там вона закінчила коледж Zernike і спочатку поступила на річний курс соціальних наук у гронінгенському Університеті Ганзе. Незабаром Лізетт зрозуміла, що обраний нею курс її не дуже цікавить і перейшла на курс журналістики в університеті Віндесхейм у місті Зволле, який закінчила у червні 2011 року. У травні того ж, 2011 року Йонкман виграла конкурс письменників-початківців від видавництва Uitgeverij Luitingh-Sijthof Amsterdam, сайтів Chicklit.nl і Bol.com, що дало їй можливість опублікувати у видавництві Luitingh-Sijthof свій дебютний роман Glazuur (укр. Глазур), який вийшов через рік, у травні 2012 року. У червні 2012 року цей роман був визнаний книгою місяця на сайті Chicklit.nl, і того ж року став Книгою Року. У червні 2013 року вийшла ще одна книга Verkikkerd, і вже через півроку Йонкман вирішила повністю присвятити себе письменництву. У травні 2014 року вийшло продовження книги Verkikkerd під назвою Verslingerd. Обидві книги стали книгами місяця на порталі Chicklit.nl, перша — у серпні 2013 року, друга — у липні 2014 року. Наприкінці 2014 року вийшла книга Йонкман Schrijven kreng! (укр. Пиши, стерво!), своєрідний інструктаж для письменників-початківців.
У квітні 2016 року Лізетт Йонкман отримала за своє оповідання De vier stadia van verval (укр. Чотири стадії розпаду) Премію Гарленда.
У червні 2017 року, після трирічної перерви, вийшов новий роман Йонкман Helemaal het einde (укр. Все скінчено). Того ж року Йонкман оголосила про вихід продовження книг Verkikkerd і Verslingerd, книги під назвою Verknocht (укр. Віддана), яка має вийти у січні 2019 року. Для реклами нової книги Лізетт написала серію коротких оповідань Onbreekbaar (укр. Незламний), головними героями яких були герої майбутнього роману.
Лізетт Йонкман регулярно бере участь як член журі у численних літературних конкурсах. Зокрема, вона була у складі журі у конкурсі порталу Chicklit.nl та конкурсі на Премію Гарленда у 2013 році, у конкурсі Summer Love Match 2015 року тощо.
Мешкає у провінції Дренте.

## Нагороди та номінації
- 2012 — приз читацьких симпатій «Книга місяця» (червень 2012 року)[4] та «Книга року»[5] від сайту Chicklit.nl за роман Glazuur
- 2013 — приз читацьких симпатій «Книга місяця» (серпень 2013 року) від сайту Chicklit.nl за роман Verkikkerd [6]
- 2014 — приз читацьких симпатій «Книга місяця» (липень 2014 року) від сайту Chicklit.nl за роман Verslingerd [7]
- 2015 — Премія Гарленда за оповідання De vier stadia van verval
- 2017 — третє місце премії Hebban Awards за роман Helemaal het einde